# Zebulon Montgomery Pike
Zebulon Montgomery Pike   (Lamberton, 5 de gener de 1779 - York, Upper Canada, 27 d'abril de 1813) va ser un militar i explorador nord-americà, conegut per haver dut a terme l'expedició Pike, sovint comparada amb l'expedició de Lewis i Clark, en la qual va cartografiar gran part de la secció sud dels terrenys adquirits en la Compra de la Louisiana. En el seu honor, es va nomenar el pic Pikes a Colorado, i deu comtats de diversos estats dels Estats Units porten el seu nom.
En 1794 va ingressar de cadet en l'exèrcit, i cinc anys després va ser nomenat primer tinent. En 1804 va rebre l'ordre d'explorar des de Sant Louis fins a les fonts de l'Mississipi amb el doble objecte de reunir notícies comercials, principalment sobre la Companyia del Nord-oest, i travar relciones amb els indis per signar amb ells tractats de pau. A poc d'acabada aquesta missió va rebre l'encàrrec d'explorar el riu Arkansas i el Red River. Va marxar Pike al front d'un destacament compost de 21 soldats i 2 tinents, començant l'expedició el 15 de juliol de 1806. Va remuntar el Osage, arribant a la gran aldea dels indis d'aquell pais, i seguint el curs de riu Arkansas va ser en direcció a l'Oest atravessand dilatadísimas praderies en una plana de centenars de milles fins a arribar a peu de les muntanyes Rocoses, les crestes van veure el 15 de novembre. Va ser llavors explorada la regió on pren origen el riu Arkansas, i penetrant els expedicionaris en les possessions espanyoles, Pike va ser fet presoner el 26 de febrer de 1807 i conduït a la ciutat de Santa Fe, que des de la seva fundació pertanyia als dominis d'Espanya. El 27 de març va ser posat en llibertat en Chihuahua, on li havien portat des de Santa Fe, tornant als Estats Units sense rescatar els seus apunts de viatge.
Les regions que travessés Pike més tard van ser explorades científicament, i des de llavors el majestuós pic de les muntanyes porta el nom d'aquell primer explorador.
El 1806 va ser ascendit a capità, á comandant el 1808, á tinent coronel en 1809 i á coronel el 1812. Durant la guerra de 1812 va ser mort en l'atac contra York. El seu Account of an Expedition to the Sources of the Mississippi and through Wetern parts of Louisiana, etc. es va publicar a Filadèlfia el 1810, es va reimprimir i va corregir a Londres el 1814, es va traduir al francès i va publicar a París el 1812 i al neerlandès el 1812, publicant aquesta última versió a Amsterdam.
Alguns dels apunts que li van ser confiscats a Mèxic es conserven en els arxius d'aquesta nació i els més importants van ser publicats per H. E. Bolton a American Historical Review (XIII, 798-827-1907-1908); La millor edició del Account és la d'Elliott Clones (3 vol. Nova York, 1895).